# Give Me Love (Give Me Peace on Earth)
Singles de George Harrison
Bangla Desh
(1971) Ding Dong, Ding Dong
(1974)
Pistes de Living in the Material World
Sue Me, Sue You Blues
Give Me Love (Give Me Peace On Earth) est une chanson écrite par George Harrison, parue en 1973 sur son album Living in the Material World. 
Sortie en single, elle a été no 1 aux États-Unis en déclassant un autre ex-Beatles : Paul McCartney et sa chanson My Love, et sera elle-même détrônée par un single de Billy Preston, qui fut l'une des personnes surnommées le "cinquième Beatle", en l'occurrence pour sa participation sur l'album Let It Be.
Une version live de cette chanson est parue en 1992 sur le double CD Live In Japan.

## Musiciens
- George Harrison : chant, guitare rythmique, guitare solo
- Nicky Hopkins : piano
- Gary Wright : orgue
- Klaus Voormann : basse
- Jim Keltner : batterie

## Reprises
- Marisa Monte lors d'un concert en 1997[1].
- Jeff Lynne lors du Concert for George, en 2002.
- Sting, James Taylor et Elton John pour un concert de charité au Carnegie Hall de New-York.
- Dave Davies sur l'album hommage Songs from the Material World (2003), reprise sur son album Kinked (2006)
- Ben Harper sur l'album hommage George Fest, sortie en 2016